# Thorncroftia
Thorncroftia  é um gênero botânico da família Lamiaceae

## Espécies
- Thorncroftia longiflora
- Thorncroftia media
- Thorncroftia succulenta
- Thorncroftia thorncroftii